# Kispiox Indian Reserve 1
Kispiox Indian Reserve 1 är ett reservat i Kanada.   Det ligger i provinsen British Columbia, i den centrala delen av landet, 3 800 km väster om huvudstaden Ottawa.
I omgivningarna runt Kispiox Indian Reserve 1 växer i huvudsak blandskog. Runt Kispiox Indian Reserve 1 är det glesbefolkat, med 8 invånare per kvadratkilometer.